# Isarachnactis
Isarachnactis är ett släkte av koralldjur. Isarachnactis ingår i familjen Arachnactidae.
Kladogram enligt Catalogue of Life:
| Isarachnactis | \| \| Isarachnactis brevis \| \| \| \| \| \| Isarachnactis lobiancoi \| \| \| \| \| \| Isarachnactis longipes \| \| \| \| \| \| Isarachnactis magnaghii \| \| \| \| |
|               | \| \| Isarachnactis brevis \| \| \| \| \| \| Isarachnactis lobiancoi \| \| \| \| \| \| Isarachnactis longipes \| \| \| \| \| \| Isarachnactis magnaghii \| \| \| \| |
|               | Anactinia |
|               | |
|               | Anactis |
|               | |
|               | Arachnactis |
|               | |
|               | Arachnanthus |
|               | |
|               | Dactylactis |
|               | |
|               | Isapiactis |
|               | |
|               | Isarachnanthus |
|               | |
|               | Isovactis |
|               | |
|               | Ovactis |
|               | |
|               | Paranactinia |
|               | |
|               | Isarachnactis brevis |
|               | |
|               | Isarachnactis lobiancoi |
|               | |
|               | Isarachnactis longipes |
|               | |
|               | Isarachnactis magnaghii |
|               | |

|  | Isarachnactis brevis    |
|  |                         |
|  | Isarachnactis lobiancoi |
|  |                         |
|  | Isarachnactis longipes  |
|  |                         |
|  | Isarachnactis magnaghii |
|  |                         |